# Jean-Baptiste Pollin
Jean-Baptiste Louis Pollin (Reninge, 23 maart 1765 - Brugge, 15 januari 1841) was een lid van het Belgisch Nationaal Congres

## Levensloop
Pollin werd tot plaatsvervangend lid van het Nationaal Congres verkozen door het arrondissement Ieper en zetelde effectief vanaf 13 november 1830.
Hij werd beschouwd als een gematigd katholiek vertegenwoordiger, sympathiserend met de ideeën van Félicité de Lammenais. Hij stemde voor de onafhankelijkheidsverklaring en voor de eeuwigdurende uitsluiting van de Nassaus. In de eerste stemming voor een koning stemde hij voor de hertog van Leuchtenberg en wat later stemde hij voor de functie van regent niet voor Surlet de Chokier maar voor Félix de Merode. Hij stemde later voor Leopold van Saksen Coburg en voor de aanvaarding van het Verdrag der XVIII artikelen. Tijdens de openbare zittingen van het Congres deed hij geen enkele tussenkomst. 
In 1789 werd hij benoemd tot onderpastoor. Hij werd pastoor in Wijtschate (1802), in Waasten (1807) en in Wervik (1821), kanunnik (1830), vicaris-generaal van het bisdom Brugge (1833) en aartspriester (1834).
Een portret van hem door Canneel is te vinden in 'Histoire du diocèse de Bruges' door Van de Putte.